# Siola d'oro
La Siola d'oro (Golondrina Dorada) es un premio bienal de ópera que se otorgó en Gatteo entre 1983 y 2013, en memoria de Lina Pagliughi, cantante italoestadounidense nacida en 1907 en Nueva York y fallecida en 1980 en Gatteo.

## Historia
Estaban organizados por una asociación de Gatteo a Mare que llevaba el mismo nombre que el premio, apoyada por el propio municipio y por el Banco de Crédito Cooperativo local. En 2013, tras treinta años de vida y quince ediciones, el comité organizador se vio obligado a cancelar el certamen por falta de recursos económicos.
El premio ha sido otorgado a Luciana Serra (1983), June Anderson (1985), Mariella Devia (1987), Enedina Lloris (1989), Denia Mazzola (1991), Sumi Jo (1993), Valeria Esposito (1995), Patrizia Ciofi (1997), Elisabeth Vidal (2000), Stefania Bonfadelli (2003), Annick Massis (2005). En 2007, con motivo del centenario del nacimiento de Lina Pagliughi, el jurado decidió entregar un premio especial a la trayectoria a Joan Sutherland. Las últimas cantantes galardonadas fueron Elena Mosuc (2009), Pretty Yende (2011) y Jessica Pratt (2013).